# ایشتوان یکم
ایشتوان یکم (به مجاری: I. István) یا ایشتوان قدیس (زادهٔ پیرامون ۹۶۷ - درگذشتۀ ۱۵ اوت ۱۰۳۸) شاهزادهٔ بزرگ مجارها (۹۹۷-۱۰۰۰ میلادی) و نخستین پادشاه مجارستان (۱۰۰۰-۱۰۳۸ میلادی) بود. ایشتوان بین سالهای ‎۹۸۵-۹۸۹ تعمید یافت و در حدود ۹۹۵ با گیزلا، شاهزادۀ بایرن و دختر هاینریش دوم، امپراتور مقدس روم ازدواج کرد. او سرزمین‌های زیر فرمان مجارها را تا سراسر شرقی حوضه پانونی گسترد، پادشاهی مجارستان را بنیاد نهاد و مسیحیت را دین رسمی قرار داد. پاپ گرگوری هفتم ایشتوان و پسرش ایمره را در ۲۰ اوت ۱۰۸۳ تقدیس نمود.
امروزه ایشتوان یکی از قدیسان محبوب مجارستان و روز ۲۰ اوت روز ایشتوان قدیس، روز تشکیل دولت و روز ملی مجارستان است.